# Adams (månkrater)
För andra betydelser, se Adams.
Adams är en nedslagskrater som ligger nära den fårade sydöstra sektionen av månen. Den har fått sitt namn från tre astronomer med efternamnet Adams. Det är den brittiske astronomen John Couch Adams och de båda amerikanska astronomerna Walter Sidney Adams och Charles Hitchcock Adams. Den ligger strax sydöst om kratern Legendre. I nordväst finns kratrarna Hase och Petavius, och i sydväst ligger kratern Furnerius.
Kraterns position är 31,9o S och 68,2o  O.
Adams kraterrand är på det hela taget rund i formen, men något nedsliten på grund av små nedslagskratrar.   Det är ett mindre hack i en del som sticker ut i den södra delen av kraterväggen. Kratergolvet saknar tydligare kännetecken och har inte några tydliga skåror och endast mindre kratrar. 
I sydväst om kratern Adams är ett system av de långa djupa kanaler som finns på månytan. Dessa tillhör Rimae Hase. Den längsta av dessa kanaler pekar åt sydväst.

## Satellitkratrar
På månkartor är dessa objekt genom konvention identifierade genom att placera ut bokstaven på den sida av kraterns mittpunkt som är närmast kratern Adams. 
| Adams | Latitud | Longitud | Diameter |
| ----- | ------- | -------- | -------- |
| B     | 31,5° S | 65,6° Ö  | 28 km    |
| C     | 32,3° S | 65,5° Ö  | 10 km    |
| D     | 32,5° S | 71,6° Ö  | 42 km    |
| M     | 34,8° S | 69,2° Ö  | 24 km    |
| P     | 35,2° S | 71,0° Ö  | 24 km    |